# Jean Canaye
Pour les articles homonymes, voir Canaye.
Jean de Canaye, né à Paris le 13 avril 1594 et mort le 26 février 1670 à Rouen, est un jésuite et littérateur français.

## Biographie
Canaye a achevé ses études au collège de Clermont. Entré dans la compagnie des Jésuites en 1611, il y fit dans la suite profession des quatre vœux. Envoyé comme auteur au collège de Moulins, puis de Blois, il parvint à se faire nommer missionnaire supérieur des hôpitaux de l’armée de Flandre.
Il a célébré la prise de La Rochelle dans un gros ouvrage : Ludovici XIII triumphus de Rupella capta, 1628. in-fol. On lui doit un Recueil de lettres des plus saints et meilleurs esprits de l’antiquité, touchant la vanité du monde et quelques autres poesies latines et françaises sur le même sujet.
Ce qui a surtout contribué à la réputation de Canaye est un opuscule intitulé Conversation du maréchal d'Hocquincourt et du Père Canaye, un écrit satirique ridiculisant la subtilité des Jésuites, attribué à Charles de Saint-Évremond, qui avait étudié sous le père Canaye. Ce petit chef-d’œuvre d’esprit et de style, oppose la bonne foi du vieux gouverneur de Péronne à la subtile doctrine du missionnaire général des armées.

## Œuvres
- Recueil de letres des plus saincts et meilleurs esprits de l’antiquité, touchant la vanité du monde, Paris, S. Cramoisy, 1628
- Éloge du Roy victorieux et triomphant de la Rochelle, Paris, S. Cramoisy, 1629

## Sources
- Notices d'autorité :   - VIAF
  - ISNI
  - BnF (données)
  - IdRef
- Jean Chrétien Ferdinand Hoefer, Nouvelle Biographie générale, t. 8, Paris, Firmin-Didot, 1855, p. 443